# Lars Johan Lovén

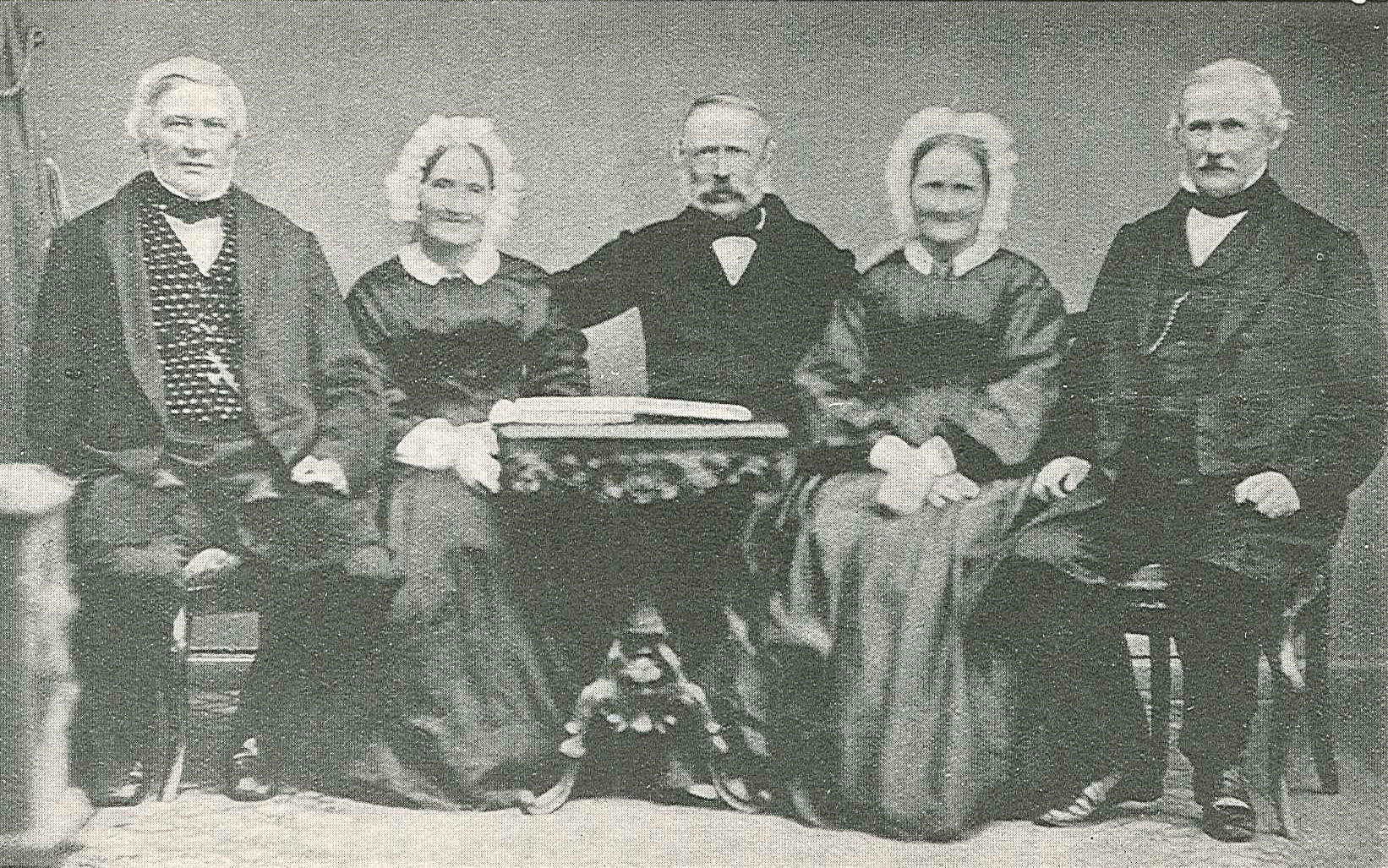
Lars Johan Lovén (i mitten) på en gruppbild tillsammans med sina syskon Per Magnus, Hedda, Clara och Nils Henrik Lovén.

Lars Johan Lovén, född den 20 oktober 1795 i Rängs socken, Malmöhus län, död den 16 september 1884 i Klara församling, Stockholms stad, var en svensk ämbetsman och politiker. Han var far till Henric, Christian och Fritz Lovén samt bror till Nils Henrik Lovén.

## Biografi
Lovén blev student vid Lunds universitet 1811. Han ingick han efter avlagda lärdomsprov för juridiska fakulteten som auskultant i Göta hovrätt 1814 och blev året därefter extra ordinarie kanslist i justitierevisionen. Inskriven 1816 som auskultant vid Stockholms rådhus- och kämnärsrätter och i Svea hovrätt, förordnades han året därpå att som biträdande domare i brott- och tvistemål tjänstgöra i Stockholms stads kämnärsrätt samt förestod brottmålsnotarietjänsten i samma rätt 1818–1819. Utnämnd 1818 till kopist i justitierevisionsexpeditionen, befordrades han till kanslist där 1823, blev registrator 1824 och två år senare protokollssekreterare i konungens kansli. År 1835 utnämndes han till förste expeditionssekreterare, blev 1842 tillförordnad och 1846 ordinarie byråchef i justitiestatsexpeditionen samt tog avsked ur statens tjänst med pension 1862. Utsedd av Stockholms stad till dess ombud i borgarståndet, bevistade han 1859, 1862 och 1865 årens riksdagar, tillhörande den moderatliberala fraktionen, samt var under den första av dessa ledamot av ekonomiutskottet och under den andra av konstitutionsutskottet. Lovén deltog därjämte med framstående förmåga i en mängd allmänna värv, som i den efter 1863 års riksdag av enskilda riksdagsmän anordnade centralkommittén för att i grundlagsenlig ordning främja det kungliga förslaget till nationalrepresentationens ombildning. Han blev riddare av kung Carl XIII:s orden den 26 februari 1849.
Lars Johan Lovén är begravd på Norra begravningsplatsen utanför Stockholm.